# Manbiki Kazoku
Manbiki Kazoku (万引き家族, también conocida como Un asunto de familia y Somos una familia en español y Shoplifters en inglés) es una película dramática japonesa de 2018, dirigida, escrita y editada por Hirokazu Koreeda. El filme está protagonizado por Lily Franky y Sakura Andō.
La película se centra en la historia de Osamu, quien se encuentra con una niña en mitad de un frío glacial y decide llevarla con él a su hogar. En un principio, la esposa de Osamu se muestra reticente a hacerse cargo de ella, pero queda conmovida al enterarse de las dificultades que atraviesa la niña y acepta acogerla en su casa. Tras la adopción, la familia sigue llevando una existencia aparentemente feliz, a pesar de que sobreviven a duras penas con los escasos ingresos que obtienen. Se trata de la película de Koreeda que más conecta su discurso autoral de la familia con una crítica a la realidad social de Japón .
Se estrenó el 13 de mayo de 2018 en el Festival de Cine de Cannes, en el que ganó la Palma de Oro, el máximo galardón del festival. El estreno de la película en Japón fue programado para el 8 de junio de 2018.
Fue recibida internacionalmente con críticas positivas y con gran éxito. Debido a ello, recibió una nominación en los Globos de Oro a la mejor película de habla no inglesa, y fue candidata a los Óscar 2019 por la misma categoría.

## Trama
En Tokio, la familia Shibata vive con pocos recursos: Osamu, un jornalero obligado a dejar su trabajo después de romperse el tobillo; su esposa Nobuyo, que trabaja para un servicio de lavandería industrial; Aki, que trabaja en un club de azafatas; Shota, un muchacho joven; y Hatsue, una anciana que es dueña de la casa y apoya con la pensión de su esposo fallecido.
Osamu y Shota suelen robar productos, utilizando un sistema de señales manuales para comunicarse. Osamu le dice a Shota que está bien robar cosas que no han sido vendidas, ya que no le pertenecen a nadie. Una noche especialmente fría, ven a Yuri, una niña de un vecindario que observan regularmente, encerrada en el balcón de un apartamento. La llevan a su casa con la intención de que solo se quede a cenar, pero optan por no devolverla después de encontrar síntomas de abuso.
Yuri se une a su nueva familia y Osamu y Shota le enseñan a robar en una tienda. Osamu le pide a Shota que lo vea como su padre y a Yuri como su hermana, pero Shota se muestra reticente. La familia se entera en la televisión que la policía está investigando la desaparición de Yuri; le cortan el pelo y le dan un nuevo nombre, Lin.
Hatsue visita al hijo de su esposo de su segundo matrimonio, del cual ella recibe dinero regularmente. El hijo y su esposa son los padres de Aki, que creen que su hija vive en Australia. La familia visita la playa y Hatsue expresa su satisfacción de que ella no morirá una muerte solitaria. En casa, ella muere mientras duerme. Osamu y Nobuyo la entierran debajo de la casa y continúan cobrando su pensión sin reportar su muerte.
Osamu roba un bolso de un coche. Shota está incómodo, sintiendo que esto rompe su código moral. Shota recuerda haberse unido a la familia después de que Osamu y Nobuyo lo encontraron en un auto cerrado. Cada vez más culpable de haber enseñado a Yuri a robar, Shota interrumpe su robo, robando fruta de una tienda de comestibles a la vista del personal. Acorralado, salta de un puente y se rompe una pierna.
Shota es hospitalizado y detenido. Osamu y Nobuyo atraen la atención de la policía y son atrapados después de intentar huir con Yuri y Aki. Las autoridades descubren a Yuri y la muerte de Hatsue, y le dicen a Shota que la familia lo iba a abandonar. Le informan a Aki que Osamu y Nobuyo mataron previamente al abusivo examante de Nobuyo en un crimen pasional, y que Hatsue estaba recibiendo dinero de los padres de Aki.
Nobuyo se responsabiliza de los crímenes y es condenada a prisión. Shota es colocado en un orfanato. Osamu y Shota visitan a Nobuyo en la prisión, quien le da a Shota detalles del automóvil en el que lo encontraron para que pueda buscar a sus padres biológicos. Osamu pasa la noche con Shota, en contra de las reglas del orfanato. Osamu confirma que la familia tenía la intención de abandonarlo cuando estaba en el hospital y que ya no puede ser su padre. A la mañana siguiente, cuando está a punto de partir, Shota revela que se dejó atrapar, y llama a Osamu "papá" por primera vez. Yuri es devuelta a sus padres biológicos, quienes continúan descuidándola. En el balcón, ella mira hacia el camino que conduce a casa de la familia Shibata.

## Reparto
- Lily Franky como Osamu Shibata.
- Sakura Andō como Nobuyo Shibata.
- Kairi Jō como Shota Shibata.
- Mayu Matsuoka como Aki Shibata.
- Kirin Kiki como Hatsue Shibata.
- Miyu Sasaki como Yuri.
- Sōsuke Ikematsu como 4 ban-san.
- Kengo Kōra como Takumi Maezono.
- Chizuru Ikewaki como Kie Miyabe.
- Naoto Ogata como Yuzuru Shibata.
- Yoko Moriguchi como Yoko Shibata.
- Yūki Yamada como Yasu Hojo.
- Moemi Katayama como Nozomi Hojo.
- Akira Emoto como Yoritsugu Kawado.

## Producción
El director Hirokazu Kore-eda dijo que desarrolló la historia al considerar su anterior película Like Father, con la pregunta "¿qué hace a una familia?" Había estado considerando una película explorando esta cuestión por diez años antes de hacer Un asunto de familia. Kore-eda lo describió como su película "socialmente consciente". Con esta historia, Kore-eda dijo que no quería que la perspectiva fuera de unos pocos personajes individuales, sino que capturara "la familia dentro de la sociedad", un "amplio punto de vista" en la línea de su Nadie sabe en 2004. Estableció su historia en Tokio y también fue influenciado por la recesión japonesa, incluidos los informes de los medios de cómo la gente vivía en la pobreza y de hurto en tiendas.
La producción comenzó en diciembre de 2017, con Fuji Television Network, Gaga y AOI Pro produciendo. Lily Franky y Sakura Andō se unieron al reparto antes de que la fotografía principal comenzara a mediados de diciembre. Los niños actores Sasaki Miyu y Jyo Kairi fueron elegidos para su primera película. Sosuke Ikematsu, Chizuru Ikewaki y Yūki Yamada se unieron al elenco en febrero. El director de fotografía Kondo Ryuto utilizó una película de 35 mm con un Arricam ST, consciente de que 35 mm era una preferencia de Kore-eda y también buscaba la textura y el grano adecuados para la historia.

## Recepción

### Respuesta crítica
La dirección de Hirokazu Kore-eda fue elogiado por la crítica.
Peter Bradshaw de The Guardian le otorgó 4/5 estrellas, declarándolo una "película rica y satisfactoria", pero posteriormente lo actualizó a una crítica de 5/5 estrellas en la segunda vista. The Guardian más tarde clasificó la película en el lugar 15 en su lista de Mejores películas del siglo XXI. La crítica de Hollywood Reporter, Deborah Young, la calificó de "agridulce", ya que "contrasta las frías emociones del comportamiento socialmente correcto con la calidez y la felicidad de una familia deshonesta de clase baja". Robbie Collin de The Daily Telegraph le otorgó cinco estrellas, calificándolo como un "drama doméstico sobresaliente, creado por Kore-eda con una visión cristalina y una agudeza emocional inamovible".
En Metacritic, la película tiene una puntuación promedio ponderada de 93 de 100, basada en 40 críticos, lo que indica "aclamación universal". La película también figuraba en las listas de los diez principales críticos para 2018.
Para IndieWire, David Ehrlich le dio una calificación de "A–" y describió la película como "aguijones" por "la soledad de no pertenecer a nadie y el desorden de permanecer juntos". En TheWrap, Ben Croll declaró que era "la película más rica hasta la fecha" de Kore-eda. En Time Out, Geoff Andrew le dio cuatro estrellas y definió a Kore-eda como "un Ozu moderno ". En Variety, Maggie Lee también lo comparó con Oliver Twist de Charles Dickens ; El personaje de Lily Franky, Osamu, también fue comparado con el personaje de Dickens, Fagin .
En Japón, The Japan Times le otorgó cinco estrellas, escribiendo "Los aplausos son completamente merecidos" y se le atribuye un estilo "exteriormente naturalista".

### Premios y nominaciones
| Premios                                          | Fecha                   | Categoría                          | Nominado/a                                     | Resultado | Ref(s)        |
| ------------------------------------------------ | ----------------------- | ---------------------------------- | ---------------------------------------------- | --------- | ------------- |
| Premios Oscar                                    | 24 de febrero de 2019   | Mejor Película de habla no inglesa |                                                | Nominada  |               |
| Australian Academy of Cinema and Television Arts | enero de 2019           | Mejor Película asiática            | Kaoru Matsuzaki, Akihiko Yose y Hijiri Taguchi | Nominada  | [ 12 ]        |
| Alliance of Women Film Journalists               | 10 de enero de 2019     | Mejor Película de habla no inglesa | Hirokazu Kore-eda                              | Nominada  | [ 13 ]        |
| Asian Film Awards                                | 17 de marzo de 2019     | Mejor película asiática            |                                                | Ganadora  | [ 14 ] [ 15 ] |
| Asian Film Awards                                | 17 de marzo de 2019     | Mejor Director                     | Hirokazu Kore-eda                              | Nominado  | [ 14 ] [ 15 ] |
| Asian Film Awards                                | 17 de marzo de 2019     | Mejor actriz                       | Sakura Andō                                    | Nominada  | [ 14 ] [ 15 ] |
| Asian Film Awards                                | 17 de marzo de 2019     | Mejor actriz de reparto            | Mayu Matsuoka                                  | Nominada  | [ 14 ] [ 15 ] |
| Asian Film Awards                                | 17 de marzo de 2019     | Mejor música original              | Haruomi Hosono                                 | Ganador   | [ 14 ] [ 15 ] |
| Asian Film Awards                                | 17 de marzo de 2019     | Mejor diseño de producción         | Keiko Mitsumatsu                               | Nominada  | [ 14 ] [ 15 ] |
| Premios BAFTA                                    | 10 de febrero de 2019   | Mejor Película de habla no inglesa |                                                | Nominada  | [ 16 ]        |
| Premios Bodil                                    | 2 de marzo de 2019      | Mejor Película no americana        | Hirokazu Kore-eda                              | Nominada  | [ 17 ]        |
| Boston Society of Film Critics                   | 16 de diciembre de 2018 | Mejor Película extranjera          |                                                | Ganadora  | [ 18 ]        |
| Boston Society of Film Critics                   | 16 de diciembre de 2018 | Mejor Reparto                      |                                                | Ganador   | [ 18 ]        |
| British Independent Film Awards                  | 2 de diciembre de 2018  | Mejor Película internacional       |                                                | Nominada  | [ 19 ]        |
| Festival de Cannes                               | 8 – 19 de mayo de 2018  | Palme d'Or                         | Hirokazu Kore-eda                              | Ganador   |               |
| Golden Globes                                    | 6 de enero de 2019      | Mejor película extranjera          |                                                | Nominada  | [ 20 ]        |
| Premios Guldbagge                                | 28 de enero de 2019     | Mejor película extranjera          | Hirokazu Kore-eda                              | Ganador   | [ 21 ]        |
| Independent Spirit Award                         | 23 de febrero de 2019   | Mejor película internacional       | Hirokazu Kore-eda                              | Nominado  | [ 22 ]        |
| Premios de la Academia Japonesa                  | 1 de marzo de 2019      | Mejor película del año             |                                                | Ganadora  | [ 23 ]        |
| Premios de la Academia Japonesa                  | 1 de marzo de 2019      | Director del año                   | Hirokazu Kore-eda                              | Ganador   | [ 23 ]        |
| Premios de la Academia Japonesa                  | 1 de marzo de 2019      | Guion del año                      | Hirokazu Kore-eda                              | Ganador   | [ 23 ]        |
| Premios de la Academia Japonesa                  | 1 de marzo de 2019      | Mejor montaje                      | Hirokazu Kore-eda                              | Nominado  | [ 23 ]        |
| Premios de la Academia Japonesa                  | 1 de marzo de 2019      | Mejor Actor                        | Lily Franky                                    | Nominado  | [ 23 ]        |
| Premios de la Academia Japonesa                  | 1 de marzo de 2019      | Mejor Actriz                       | Sakura Ando                                    | Ganadora  | [ 23 ]        |
| Premios de la Academia Japonesa                  | 1 de marzo de 2019      | Mejor Actriz de reparto            | Mayu Matsuoka                                  | Nominada  | [ 23 ]        |
| Premios de la Academia Japonesa                  | 1 de marzo de 2019      | Mejor Actriz de reparto            | Kirin Kiki                                     | Ganadora  | [ 23 ]        |
| Premios de la Academia Japonesa                  | 1 de marzo de 2019      | Mejor Música                       | Haruomi Hosono                                 | Ganador   | [ 23 ]        |
| Premios de la Academia Japonesa                  | 1 de marzo de 2019      | Mejor fotografía                   | Ryūto Kondō                                    | Ganador   | [ 23 ]        |
| Premios de la Academia Japonesa                  | 1 de marzo de 2019      | Outstanding Lighting Direction     | Isamu Fujii                                    | Ganador   | [ 23 ]        |
| Premios de la Academia Japonesa                  | 1 de marzo de 2019      | Mejor dirección de arte            | Keiko Mitsumatsu                               | Nominado  | [ 23 ]        |
| Premios de la Academia Japonesa                  | 1 de marzo de 2019      | Mejor sonido                       | Kazuhiko Tomita                                | Nominado  | [ 23 ]        |
| Kinema Junpo Awards                              | 28 de enero de 2019     | Mejor película                     |                                                | Ganadora  | [ 24 ]        |
| Los Angeles Film Critics Association             | 9 de diciembre de 2018  | Mejor película extranjera          |                                                | Ganadora  | [ 25 ]        |
| Premios César                                    | 22 de febrero de 2019   | Mejor película extranjera          | Mejor película extranjera                      | Ganadora  | [ 26 ]        |